# LEGO Creator

Logo

LEGO Creator is een productlijn van de Deense speelgoedfabrikant LEGO waarbij de nadruk ligt op het bouwen van modellen en minder op speelbaarheid. De eerste sets zijn wel overwegend op dezelfde schaal gemaakt als die van de minifiguren. Bij de complexere sets zitten veel blokjes en onderdelen die niet in de standaardsets te vinden zijn. De Creatorlijn wordt onderverdeeld in Creator 3-in-1 en Creator Expert (sinds 2023: Lego Icons).

## Creator 3-in-1
De 3-in-1 sets bieden de mogelijkheid om drie verschillende creaties te maken met de blokjes die in de set zitten. Je hebt altijd een hoofdmodel, waar bijna altijd alle steentjes van de set in verwerkt zitten. Er kan wel maar één vorm tegelijk opgebouwd worden.
Deze lijn is hoofdzakelijk gericht op kleine gebouwen, voertuigen en dieren en de sets kosten tussen de € 10 en € 110. Het is dus een heel divers thema.

### Geschiedenis
Het thema Lego creator ontstond in 2001, met tot 2005 alleen sets, die erg op sets van het huidige Lego classic lijken. Er staan dus ideeën op de doos, die je kan maken van de blokjes die in de set zitten, maar er zitten daarvan geen instructies bijgeleverd.
In 2006, met de komst van Legoset 4415, was de eerste set waarbij het 3-in-1-symbool op de verpakking stond een feit. In 2006 werden er ook vier 6-in-1 en 8-in-1 sets gereleased. De 'Lego classic' sets bleven ook bestaan. In 2012 werden er een paar sets geproduceerd die erg lijken op Lego city missions sets, de bouwhandleidingen waren toen natuurlijk nog niet digitaal. Vanaf 2015, met de heroprichting van Lego classic worden er alleen nog maar 3-in-1 sets uitgebracht.

## Vanaf 2023: Lego Icons, tot 2020 Creator Expert
De Icons sets zijn gericht op (jong)volwassen mensen (AFOLs). Binnen het thema zijn er drie vaste categorieën, die ieder jaarlijks een nieuwe set krijgen. De categorieën zijn: Modulaire Gebouwen, Winterdorp en LEGO Iconische Voertuigen. Hierbuiten worden ook andere sets uitgebracht, zoals pretparkattracties, voetbalstadions, restaurants, een botanische en een faunacollectie.
De voertuigen tot nu toe zijn:
- Volkswagen kever (2008) Legoset 10187
- Volkswagen T1 Kampeerbus (2011) Legoset 10220
- Mini Cooper (2014) set 10242
- Ferrari F40 (2015) set 10248
- Volkswagen Kever (2016) set 10252
- Londense Bus (2017) set 10258
- Aston Martin DB5 (2018) set 10262
- Ford Mustang (2019) set 10265
- Harley Davidson (2019) set 10269
- Fiat 500 (2020) set 10271[3]
- Ghostbusters Ecto-1 (2020)[4]
- Porsche 911 Turbo en Tanga (2021) set 10295
- Volkswagen T2 camper (2021) set 10279
- Vespa 125 (2022) set 10298
- DeLorean-tijdmachine (2022) set 10300
- Chevrolet Camaro (2022) set 10304
- Land Rover Defender (2023) set 10317
- Chevrolet Corvette C1 (2023) set 10321
- McLaren MP4/4 (2024) set 10330
- Lamborghini Countach (2024) set 10337
- Williams Racing FW14B (2025) set 10353
- Shelby Cobra 427 S/C (2025) set 10357

#### Namen
Sinds de oprichting van de lijn (november 2000), heet het waarschijnlijk creator expert, maar dat stond nog niet op de doos vermeld. Dat werd pas voor het eerst gedaan in oktober 2010, met de komst van de Tower Bridge (10214). In 2020, met de komst van het spookhuis (10273) veranderde Lego de naam in 18+. Onder dit thema vielen alle sets die op volwassenen gericht waren, waaronder alle sindsdien uitgebrachte creator expert sets, maar ook onder andere enkele Star Wars,Technic en alle Art en sindsdien uitgebrachte Lego Ideas sets. Sinds de invoering van de 18+-leeftijd is de achtergrond op de dozen zwart en is de leeftijd op de dozen van creator expert sets niet meer 12+, 14+, of 16+.
In juni 2022 kondigde Lego een nieuwe naam aan voor het 18+-/ creator expert-thema: Lego Icons. Onder dit thema vallen alleen de sets die normaal gezien onder het creator expert-thema zouden vallen. De 18+-sets van de andere thema's die vanaf 2023 onthuld werden, vielen dus terug onder hun eigen thema, maar blijven wel een zwarte achtergrond en het 18+-label hebben.

## Computerspellen
Op 11 november 1998 verscheen een zandbakspel voor Windows onder de naam Lego Creator, waarin spelers met virtuele Lego-stenen objecten kunnen bouwen. Er zijn in het spel geen missies, uitdagingen of doelen die voltooid moeten worden.
Het spel werd onderscheiden met vier prijzen en was genomineerd voor "Kinderspel van het Jaar" tijdens de Interactive Achievement Awards in 1999.
Het computerspel is opgevolgd door drie spellen:
- Lego Creator: Knights' Kingdom (2000)
- Lego Creator: Harry Potter (2001)
- Creator: Harry Potter and the Chamber of Secrets (2002)